# Charles McLaren (3e baron Aberconway)
Charles Melville McLaren, 3e baron Aberconway, (16 avril 1913 - 4 février 2003)  est un industriel et horticulteur britannique. 

## Biographie
Il est le fils de Henry McLaren (2e baron Aberconway) et Christabel Macnaghten. Il fait ses études au Collège d'Eton et au New College, à Oxford, et devient avocat au Middle Temple.

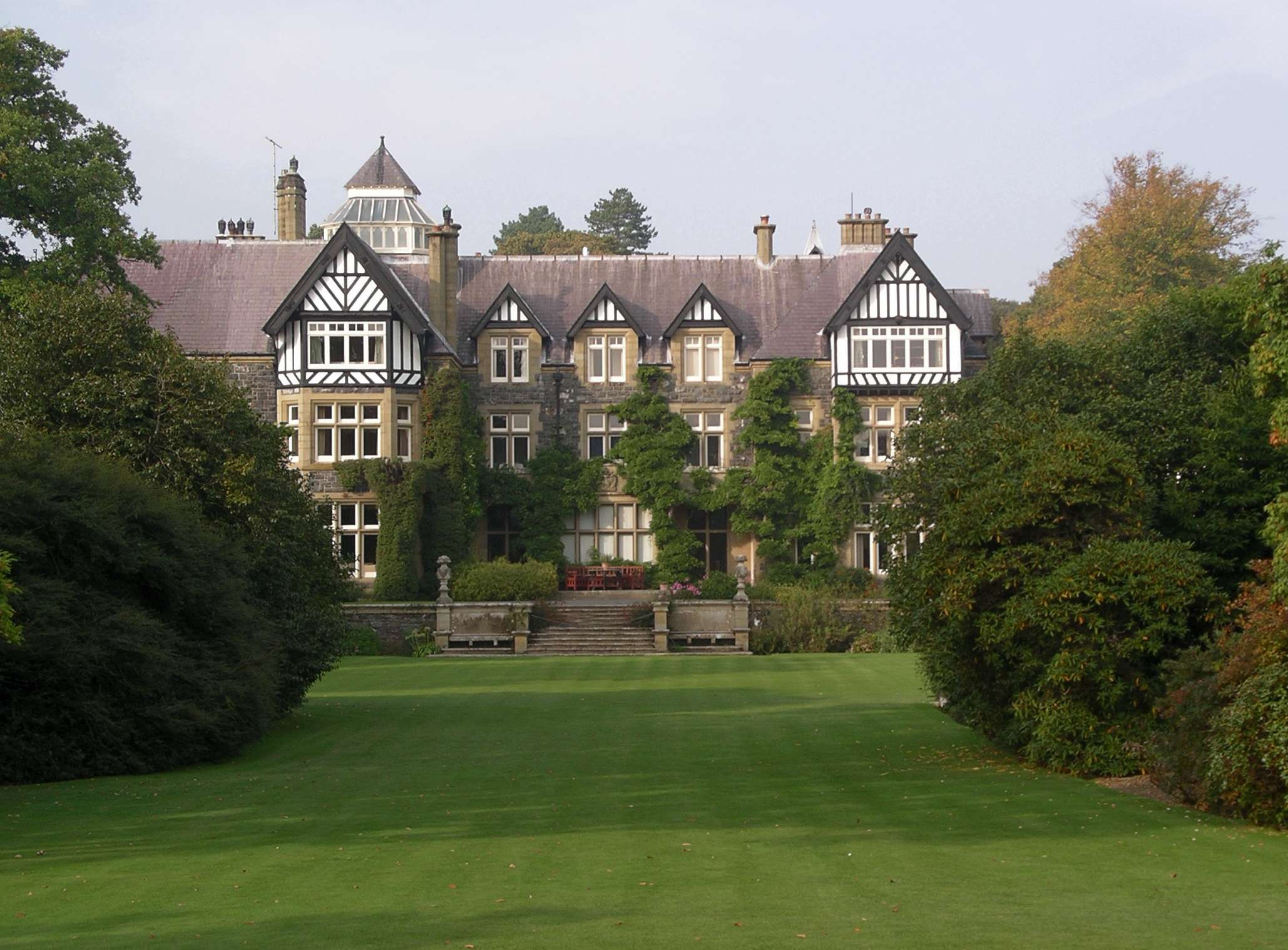
Bodnant House, le siège de la famille

Dans sa jeunesse, il est administrateur de John Brown & Company, dont son père est président. En raison de ce lien, il prend part à la réunion secrète et non officielle d'hommes d'affaires britanniques avec Hermann Göring organisée par Birger Dahlerus en août 1939 comme un ultime effort pour prévenir la guerre .
Pendant la Seconde Guerre mondiale, il sert dans la Royal Artillery, devenant sous-lieutenant. Après la guerre, il prend un rôle plus actif dans les entreprises familiales, se préparant à succéder à son père. Il est également administrateur de Westland Aircraft de 1947 à 1985. Il est nommé juge de paix du Denbighshire en 1946 et haut shérif du Denbighshire en 1950.
En 1953, il succède à son père dans la baronnie, à la présidence de John Brown et de l'anglais China Clays, et à divers autres intérêts industriels. Il occupe ces présidences jusqu'en 1986 et 1984, respectivement. Malgré ses responsabilités d'entreprise, Lord Aberconway s'intéresse vivement à l'horticulture. En plus d'entretenir le jardin Bodnant de la famille, il est président de la Royal Horticultural Society de 1961 à 1983 et supervise la gestion de l'Exposition florale de Chelsea.
Bien qu'il ait hérité d'un siège à la Chambre des lords, il y assiste rarement. 

## Famille
Il épouse Deirdre Knewstub, fille de John Knewstub, le 6 décembre 1941, et a trois enfants:
1. Julia Harriet McLaren (née le 22 septembre 1942), épouse le capitaine. Charles Ridley
2. Caroline Mary McLaren (née le 24 octobre 1944), épouse Raimund Sargent
3. Henry Charles McLaren, 4e baron Aberconway (né en 1948)

Le couple divorce en 1949 et il épouse Ann Bullard (née Aymer, mère de la comtesse d'Onslow) la même année. Ils ont un fils:
1. Michael Duncan McLaren, (né le 29 novembre 1958), épouse Caroline Stacey, directeur actuel de Bodnant Garden.